# Colonia San Bartolomé
Colonia San Bartolomé es una localidad argentina situada en el departamento San Justo, provincia de Córdoba.
La fecha de fundación de la localidad es el día 24 de agosto de 1892 (132 años) y la fiesta patronal se celebra el día 24 de agosto, en honor a San Bartolomé. Fue fundada por Bartolomé Martina Rolando, nacido en Campiglione en 1859, hoy Campiglione Fenile, región del Piamonte en Italia.
Se encuentra situada sobre la ruta provincial 3. Dista de la Ciudad de Córdoba en 168 km.

## Economía
La principal actividad económica es la agricultura seguida por ganadería, siendo los principales cultivos la soja y el maíz.
La producción láctea también tiene relevancia en la economía local.
Los servicios públicos como la luz, el gas y el agua están a cargo de una cooperativa.
Existen en la localidad un dispensario, una escuela primaria, una escuela secundaria, un puesto policial y un edificio municipal en el cual se efectúan gran parte de las funciones administrativas.

## Geografía

### Población
Cuenta con 1434 habitantes (Indec, 2022), lo que representa un incremento del 10% frente a los 1291 habitantes (Indec, 2010) del censo anterior.
| Gráfica de evolución demográfica de Colonia San Bartolomé entre 1991 y 2022 |
|                                                                             |
| Fuente: Censos nacionales del INDEC                                         |

### Clima
El clima es templado con estación seca, registrándose una temperatura media anual de 25° aproximadamente. En invierno se registran temperaturas inferiores a 0º y superiores a 35° en verano.
El régimen anual de precipitaciones es de aproximadamente 800 mm.

## Parroquias de la Iglesia católica en Colonia San Bartolomé
| Diócesis  | San Francisco |
| --------- | ------------- |
| Parroquia | San Bartolomé |